# Cantantes y soldados
Cantantes y Soldados es el primer proyecto en solitario y en idioma español del músico y compositor inglés Martin Smith, lanzado en enero de 2012, y convirtiéndose en el primero de una serie de EP que estará editando a lo largo de 2012. Incluye cuatro canciones de las cuales dos son inéditas y dos fueron escritas durante su periodo junto a Delirious?.

## Lista de canciones
- Parte 1

1. "Soldados"
2. "Esperándote"
3. "Llueve"
4. "Tu Sangre Jesús"

- Parte 2

1. El Fuego no se apagara
2. Hoy vuelvo a ti
3. Hacedores de Historia
4. Obsesión

- Datos: Q2892975